# رومیو وید
رومیو وُید (به انگلیسی: Romeo Void) یک گروه موج نوی آمریکایی بود که در سال ۱۹۷۹ در سان فرانسیسکو شکل گرفت. ترکیب اصلی گروه شامل بنجامین باسی (ساکسفون)، دبورا آیِل (آواز)، پیتر وودز (گیتار) و فرانک زینکَویج (باس) بود. آن‌ها طی دوران فعالیت‌شان چهار درامر عوض کردند که اولین‌شان جی دِراه و آخرین‌شان آرون اسمیت بود. از رومیو وید ۳ آلبوم استودیویی به نام‌های این یک شرط است (۱۹۸۱)، نیکوکار (۱۹۸۲)، غریزه‌ها (۱۹۸۴) و یک آلبوم برگزیده آثار با عنوان گرم، زیر کت تو در سال ۱۹۹۲ منتشر شده‌است. معروف‌ترین ترانه‌های آن‌ها «هرگز نگو هرگز» و «یک دختر در دردسر» بودند که دومی در ابتدای انتشارش فروش اندکی داشت اما بعداً تبدیل به موفق‌ترین تک‌آهنگ رومیو وید شد و تا ردهٔ ۳۵اُم بیلبورد هات ۱۰۰ صعود کرد.
رومیو وید از نظر سبک معمولاً جزو گروه‌های موج نو یا پُست پانک دسته‌بندی می‌شود. برخی از منتقدان به وجود عناصری از موسیقی دنس در آثار رومیو وید اشاره کرده‌اند. استیوارت منسون در وب‌سایت آل‌میوزیک به تأثیر گرفتن آن‌ها از موسیقی جوی دیویژن و د گنگ آو فور اشاره کرده و از آن‌ها به‌عنوان یکی از قدرتمندترین گروه‌های پُست پانک آمریکایی یاد کرده‌است.
جدایی اعضای گروه در سال ۱۹۸۵ به این شکل نبود که با چمدان‌های پُر از پول نقد رومیو وُید را ترک کنند، در نتیجه آیِل به عنوان معلم هنر مشغول به کار شد. در سال ۲۰۰۴ وی‌اچ‌وان اعضای گروه را در تلویزیون گرد هم آورد، اما این دیدار منجر به همکاری طولانی مدتی نشد.